# Frente del Sudoeste del Pacífico en la Segunda Guerra Mundial

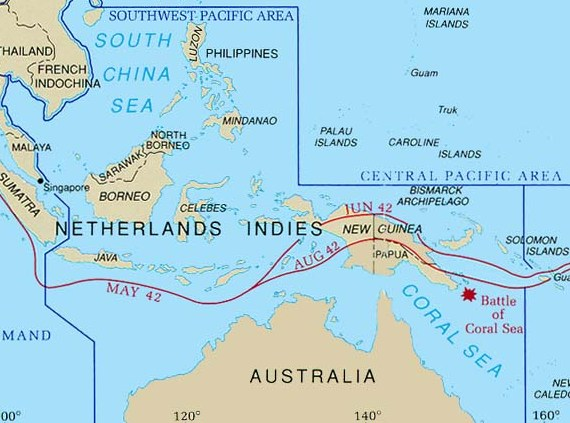
El Área del Sudoeste del Pacífico, como fue definida por el Estado Mayor Conjunto de los Estados Unidos

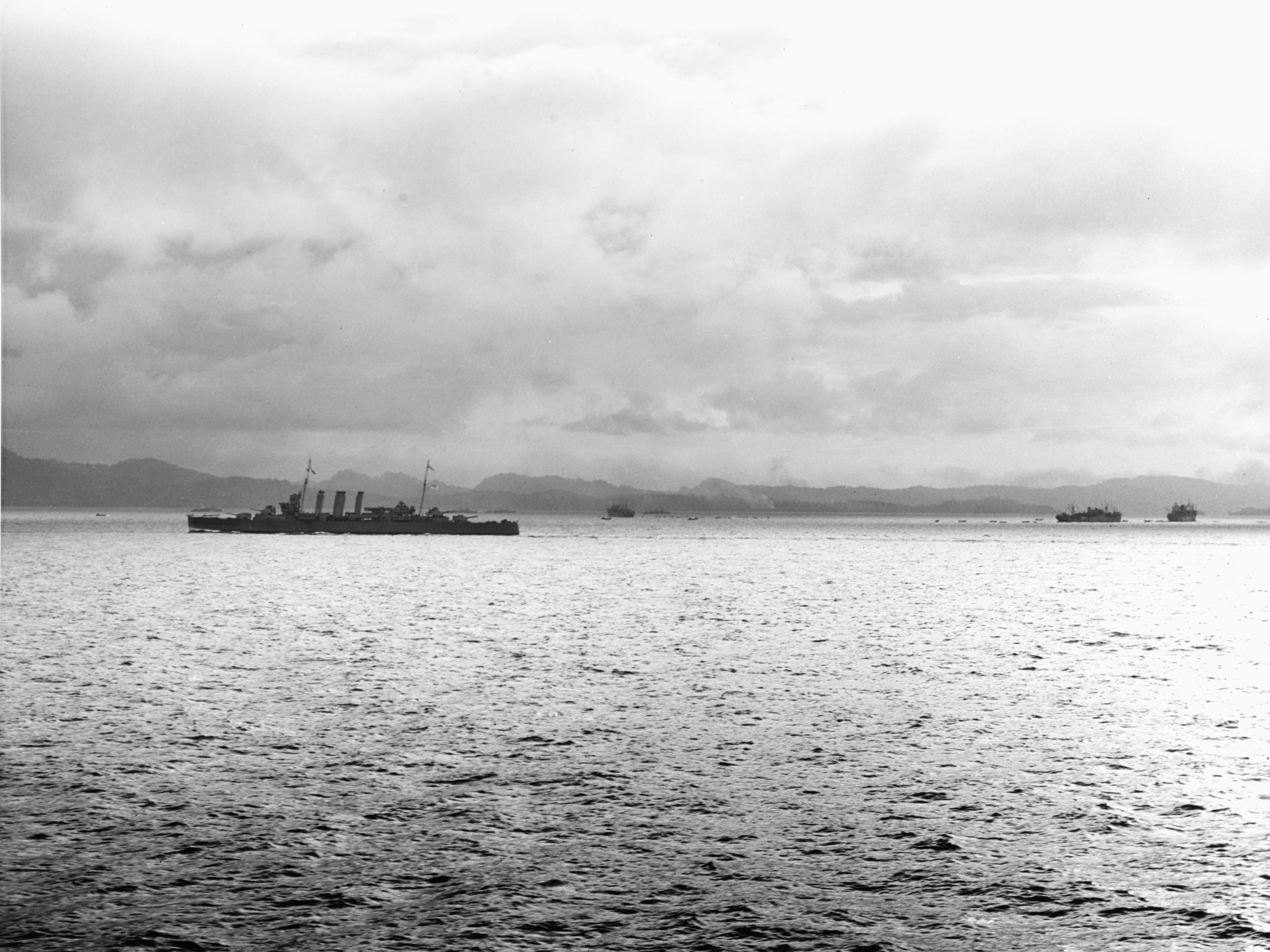
El crucero australiano Canberra (centro a la derecha) protege a tres transportes aliados (en el fondo y al centro a la derecha) mientras desembarcan tropas y suministros en Tulagi

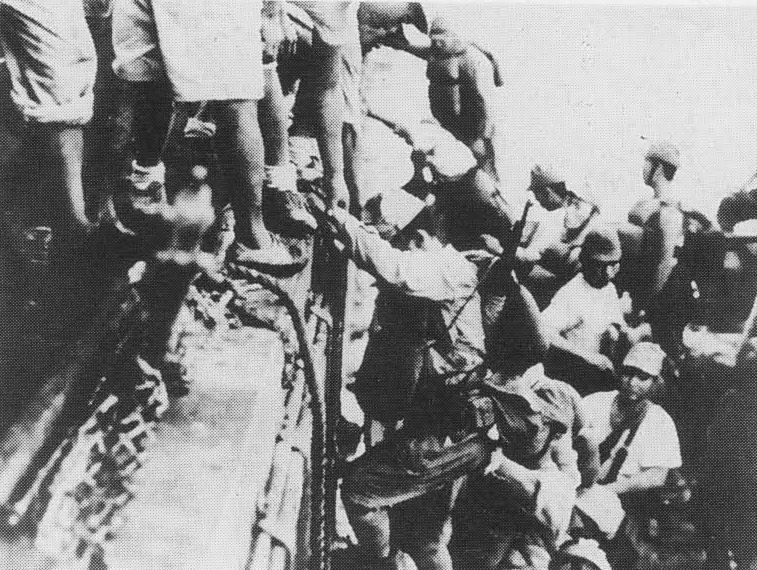
Tropas japonesas embarcando en un buque de guerra en preparación para un viaje en el expreso de Tokio en 1942

El Frente del Sudoeste del Pacífico, técnicamente el Área del Sudoeste del Pacífico, entre 1942 y 1945, fue una de las dos áreas de comando y frentes designados por el Estado Mayor Conjunto Combinado (CCoS) durante la Segunda Guerra Mundial en la región del Pacífico.
El Frente del Sudoeste del Pacífico incluía las Filipinas, las Indias Orientales Neerlandesas (excluyedo a Sumatra), Borneo, Australia, el territorio Australiano de Nueva Guinea (incluyendo el archipiélago de Bismarck), la parte occidental de las Islas Salomón y algunos territorios aledaños. El frente toma su nombre del nombre principal del comando aliado, que era conocido simplemente como el Área del Sudoeste del Pacífico, con el comandante en jefe: Comandante del Área del Sudoeste del Pacífico, siendo el primero de ellos el general Douglas MacArthur– designado en marzo de 1942.
El 30 de marzo de 1942, el Comando Aliado del Área del Sudoeste del Pacífico (SWPA) se formó y el general Douglas MacArthur fue designado como el Comandante Supremo Aliado del Área del Sudoeste del Pacífico. El otro frente, conocido como el Frente del Océano Pacífico de la Segunda Guerra Mundial, se encontraba bajo el mando del almirante Chester Nimitz.
En el frente, las fuerzas imperiales japonesas pelearon principalmente contra fuerzas estadounidenses y australianas, con gran parte del esfuerzo por tierra proporcionado por los australianos por gran parte de los dos primeros años, mientras que el esfuerzo aéreo fue rápidamente dominado por fuerzas y equipamiento americanos. La logística fue compartida. Fuerzas neerlandesas, filipinas, británicas, y otros aliados que se habían retirado hacia Australia o Nueva Guinea también participaron en el frente.
Gran parte de las fuerzas japonesas que participaron en el frente eran parte del Grupo de Ejércitos Expedicionario del Sur, que fue formado el 6 de noviembre de 1941 bajo el mando del general Hisaichi Terauchi (también conocido como el Conde Terauchi), a quién se le ordenó atacar y ocupar territorios aliados en el sudeste asiático y el Pacífico sur.

## Batallas y campañas importantes del frente
- Campaña de Filipinas (1941-42)
  - Batalla de Bataán
  - Batalla de Corregidor
- Campaña de las Indias Orientales Neerlandesas, 1941-42
  - Campaña de Borneo (1941-1942)
  - Batalla de Ambon, 30 de enero - 3 de febrero de 1942
  - Batalla del Estrecho de Makassar, 4 de febrero de 1942
  - Batalla del Estrecho de Badung, 19-20 de febrero de 1942[2]: 61 
  - Batalla del Mar de Java, 27 de febrero de 1942[3]: 9–11 
  - Batalla del Estrecho de la Sonda, 28 de febrero - 1 de marzo de 1942[2]: 75 
  - Segunda Batalla del Mar de Java, 1 de marzo de 1942[2]: 91
- Campaña de Guadalcanal, 1942-43
  - Batalla de la isla de Savo, 9 de agosto de 1942[4]: 695 
  - Batalla de las Salomón Orientales, 24-25 de agosto de 1942[4]: 697 
  - Batalla del Cabo Esperanza, 11-12 de octubre de 1942[4]: 699 
  - Batalla de las Islas Santa Cruz, 26 de octubre de 1942[4]: 701 
  - Batalla Naval de Guadalcanal, 12-15 de noviembre de 1942[3]
  - Batalla de Tassafaronga, 30 de noviembre de 1942[3]
- Campaña de las Islas Salomón, 1943-45
  - Batalla del Golfo de Kula, 6 de julio de 1943[4]: 732 
  - Batalla de Kolombangara, 13 de julio de 1943[4]: 732 
  - Batalla del Golfo de Vella, 6-7 de agosto de 1943[4]: 732 
  - Batalla Naval de Vella Lavella, 6-7 de octubre de 1943[4]: 732 
  - Batalla de la Bahía Emperatriz Augusta, 2 de noviembre de 1943[4]: 732 
  - Batalla del Cabo de St. George, 25 de noviembre de 1943[4]: 732
- Campaña de Nueva Guinea, 1942-45
  - Batalla del Mar de Coral, 4-8 de mayo de 1942[3]
  - Campaña de Kokoda Track, 1942
  - Batalla de Buna-Gona, 1942
  - Batalla del Mar de Bismarck, 2 de marzo de 1943[3]
  - Desembarco en la Bahía de Nassau, 1943
  - Campaña de Salamaua-Lae, 1943
  - Campaña de la Península de Huon, 1943
  - Campaña de Nueva Bretaña 26 de diciembre de 1943[4]: 759 
  - Campaña de las Islas del Almirantazgo, 29 de febrero de 1944[4]: 759 
  - Campaña de Aitape-Wewak, 22 de abril de 1944[4]: 759 
  - Invasión de Hollandia, 22 de abril de 1944[5]: 332–333 
  - Batalla de Biak, 27 de mayo de 1944[5]
  - Batalla de Noemfoor, 2 de julio de 1944[4]: 759 
  - Batalla de Morotai, 15 de septiembre de 1944[5]
- Batalla de Timor, 1942-43
- Campaña de las Filipinas (1944-45)
  - Batalla del Golfo de Leyte, 20 de octubre de 1944[3]
- Campaña de Borneo, 1945